# Дмитриев, Александр (футболист)
Алекса́ндр Дми́триев (эст. Aleksandr Dmitrijev; 18 февраля 1982 года, Таллин, ЭССР, СССР) — эстонский футболист, полузащитник национальной сборной Эстонии. Впоследствии тренер.

## Карьера

### Клубная
В возрасте 16 лет дебютировал в третьем эстонском дивизионе в составе клуба «ТЯК» («Таллинская футбольная школа»). В 1999 году выступал уже в составе ТФМК в Мейстрилиге. За два сезона провёл на поле 15 матчей, но был в основном игроком резерва. Небольшой промежуток времени отыграл в Эсилиге в составе клуба ХЮЙК до своего перехода в «Левадия» в 2001 году. Играл в «Левадии» и её фарм-клубе «Левадия II» с 2001 по 2008 год. В составе команды стал трёхкратным чемпионом Эстонии. В 2008 году отказался от продления контракта с эстонским клубом и перешёл в норвежский «Хёнефосс». 31 марта 2008 года дебютировал в Первом норвежском дивизионе в составе нового клуба на правах аренды, а 30 июля подписал контракт с командой. 7 февраля 2011 года подписал контракт сроком на 2,5 года с клубом «Урал» из Екатеринбурга, выступавшем в Первом дивизионе ФНЛ. В 2012 году расторг контракт с «Уралом» и пополнил состав «Немана». В феврале 2015 года перешёл в эстонский клуб «Инфонет», контракт с которым был рассчитан на два года. Летом 2017 года был в аренде у норвежского клуба «Хёнефосс». 2 января 2018 года перешёл в столичный клуб «Флора». По итогам сезона занял с командой второе место в чемпионате.
В 2018 году объявил о завершении карьеры профессионального игрока и провёл сезон в клубе пятого дивизиона «Ретро». Одновременно работал главным тренером клуба высшей лиги «Калев» (Таллин), с которым по итогу сезона 2019 года покинул высшую лигу и в марте 2020 года оставил тренерский пост. В 2020 году возобновил игровую карьеру и в течение двух лет выступал в высшей лиге за «Легион».

### В сборной
Выступал за молодёжную сборную Эстонии, а с 2004 года — за основную национальную сборную страны. Дебют состоялся в товарищеской игре против сборной Молдавии. В составе сборной проведя 106 игр, ни разу не отличился. 31 августа 2016 года в игре против сборной Мальты провёл свой сотый матч за сборную страну.
В октябре 2019 года стало известно, что прощальный матч состоится 26 марта в 19:00 на таллинской «А. Ле Кок Арене», где пройдёт товарищеский матч между сборными Эстонии и Новой Каледонии. Всего Александр Дмитриев за сборную провёл 106 игр.

## Достижения
- Чемпион Эстонии (6): 2004, 2006, 2007, 2013, 2014, 2016
- Обладатель Суперкубка Эстонии (1): 2017
- Обладатель Кубка Эстонии (5): 2003/04, 2004/05, 2006/07, 2013/14, 2016/17

## Статистика в сборной
По состоянию на 24 сентября 2018 года
| Сборная         | Сезон | Матчи | Голы |
| --------------- | ----- | ----- | ---- |
| Сборная Эстонии |       |       |      |
| 2004            | 2     | 0     |      |
| 2005            | 5     | 0     |      |
| 2006            | 7     | 0     |      |
| 2007            | 14    | 0     |      |
| 2008            | 13    | 0     |      |
| 2009            | 10    | 0     |      |
| 2010            | 13    | 0     |      |
| 2011            | 6     | 0     |      |
| 2012            | 6     | 0     |      |
| 2013            | 9     | 0     |      |
| 2014            | 3     | 0     |      |
| 2015            | 8     | 0     |      |
| 2016            | 6     | 0     |      |
| 2017            | 3     | 0     |      |
| 2018            | 1     | 0     |      |
| Итого           | Итого | 106   | 0    |